# Gem Drill (Steven Universe)
Gem Drill é o segundo episódio da terceira temporada da série de animação americana Steven Universe, que estreou em 12 de maio de 2016 no Cartoon Network.  Foi escrito e encenado (storyboard) por Raven Molisee e Paul Villeco. O episódio foi visto por 1.693 milhões de telespectadores.
O episódio trata de uma das duas ameaças proeminentes da segunda temporada, a Drusa.  Steven e Peridot usam sua broca completa para viajar até o manto da Terra para impedir que a Drusa assuma forma e destrua a Terra depois que ela começa a mostrar sinais de manifestação.

## Enredo
Imediatamente após os eventos de "Super Watermelon Island", Steven diz a Peridot que cabe a eles deter a Drusa, a geo-arma subterrânea que ameaça destruir a Terra; as outras Crystal Gems estão presas na Ilha da Máscara. Enquanto Steven e Peridot entram em sua broca e começam a escavar, Peridot resume seu plano para destruir a Drusa.
Enquanto esperam, Steven e Peridot discutem a vida anterior de Peridot no Planeta Natal e como ela compara com sua vida na Terra. Quando os protótipos da Drusa - fusões deformadas artificialmente de cacos de Gems quebradas enterrados na Terra - atacam a broca, Steven luta contra eles, mas se sente desconfortável por não tentar ajudá-los.
A broca finalmente chega à Drusa, uma imensa formação esférica de milhões de fragmentos de Gems. Está tentando tomar uma forma física, mas ainda não é capaz. Peridot prepara a broca enquanto Steven se queixa de que talvez a Drusa simplesmente não saiba o que está fazendo. Peridot ainda está determinada a destruí-la, dizendo: "Não importa se ele sabe o que está fazendo. Ainda vai fazer". Peridot começa a perfurar a Drusa, mas não consegue nem perfurar a superfície.
Inconsciente devido à vibração e ao som, Steven entra na mente da Drusa. Ele percebe que pode se comunicar com os fragmentos, que são obcecados em tentar tomar forma para se sentirem inteiros. Ele tenta persuadi-los de que talvez tudo o que eles precisem seja da companhia um do outro. Os fragmentos começam a conversar entre si, mas não resistem ao impulso de tomar forma. Steven embolha alguns fragmentos em bolhas e, em seguida, acorda na broca para ver os cacos lentamente começarem a embolhar uns aos outros. Steven finalmente mescla todas as pequenas bolhas em uma enorme bolha, envolvendo a Drusa.
Depois que Steven e Peridot retornam à superfície, Pérola, Garnet e Ametista finalmente retornam com Lápis Lazúli inconsciente, e Steven conta a eles o que aconteceu. A última cena do episódio é a Drusa, no fundo da Terra dentro da bolha de Steven.

## Elenco
- Zach Callison como Steven Universo / Drusa
- Shelby Rabara como Peridot / Drusa
- Deedee Magno Hall como Pérola / Drusa
- Estelle como Garnet
- Ametista (cameo)
- Lápis Lazúli (cameo)

## Produção
O episódio foi escrito e roteirizado por Raven Molisee e Paul Vileco e dirigido por Ki-Yong Bae e Jin-Hee Park (animação), Jasmin Lai (arte), Kat Morris (supervisora) e Ian Jones-Quartey (co-produtor executivo). 

## Transmissão e Recepção
"Gem Drill" estreou em 12 de maio de 2016 no Cartoon Network. Sua transmissão inicial americana foi vista por aproximadamente 1.693 milhões de telespectadores. Recebeu uma classificação doméstica de Nielsen de 0,46, o que significa que foi visto por 0,46% de todos os lares.  O episódio foi o segundo de um episódio de duas partes, que foi o primeiro episódio do evento especial "In Too Deep", no qual cinco novos episódios foram ao ar durante quatro semanas.
Este episódio foi recebido com uma recepção mista. O episódio foi elogiado pelas cenas de perfuração, pela atmosfera assustadora e pela caracterização de Peridot. No entanto, a conclusão do arco da Drusa, que envolveu os fragmentos componentes embolhando uns aos outros, foi duramente criticada. Muitas pessoas acreditavam que seria uma conclusão insatisfatória para o arco da história, e que esta conclusão foi apressada e anticlímax. 
Eric Thurm da A.V. Club elogiou o episódio, dando ao episódio um A. 